# Myiothlypis coronata
La reinita coronirroja, chiví de corona anaranjada o arañero coronado (Myiothlypis coronata) es una especie de ave de la familia Parulidae, que se encuentra en Bolivia, Colombia, Ecuador, Perú y Venezuela.

## Hábitat
Su hábitat natural es el bosque de montaña tropical de los Andes, entre los 1.500 y 3.000 m de altitud. Se adapta también a los bosques relativamente degradados.

## Descripción
Mide en promedio 14 cm de longitud. Se distingue por su corona de color anaranjado rojizo que cubre desde la frente hasta la nuca y está rodeado de un borde negro, delgado y nítido. Presenta una banda ocular negruzca sobre el fondo gris claro de la cara, con la garganta más clara. El dorso es de color oliva. El pecho generalmente es de color amarillo pálido.

## Subespecies
- Myiothlypis coronata castaneiceps
- Myiothlypis coronata chapmani
- Myiothlypis coronata coronatus
- Myiothlypis coronata elatus
- Myiothlypis coronata inaequalis
- Myiothlypis coronata notius
- Myiothlypis coronata orientalis
- Myiothlypis coronata regulus